# Jiří Plíšek
Jiří Plíšek (* 21. August 1972 in Aš) ist ein ehemaliger tschechischer Fußballspieler und derzeitiger Fußballtrainer.

## Spielerkarriere
Als Spieler war Plíšek nur in unterklassigen Vereinen aktiv, zumeist in oder um Prag. Seine letzte Station war von 1994 bis 1996 der oberfränkische VfB Helmbrechts.

## Trainerkarriere
Schon mit 19 Jahren begann Plíšek als Trainer zu arbeiten, nacheinander betreute er die Junioren von TJ Ruzyně, Viktoria Žižkov, Motorlet Prag und FK Mladá Boleslav. In Mladá Boleslav war er von 1999 bis 2001 Co-Trainer. Anschließend war er wieder im Jugendbereich tätig, diesmal bei Slavia Prag. In dieser Zeit war er auch Trainer der tschechischen Auswahlmannschaften U18, U19 und U16.
Im Sommer 2004 wurde er Trainer des bosnischen Spitzenvereins FK Željezničar Sarajevo, allerdings schon im November wieder entlassen. In Sarajevo entdeckte er unter anderem Edin Džeko und brachte ihn nach Tschechien. In der Saison 2005/06 trainierte Plíšek den Zweitligisten FK Ústí nad Labem, ehe er im Juli 2006 seine erste Chance als Cheftrainer bei einem Erstligaklub bekam. Nach nur fünf Punkten aus 13 Spielen trat er Anfang November 2006 von seinem Amt zurück. Kurze Zeit später wurde er Hauptverantwortlicher für den Scoutingbereich bei Sparta Prag.
Im Juli 2008 trat Plíšek das Traineramt beim FK Teplice und ersetzte damit Petr Rada, der zur tschechischen Nationalmannschaft wechselte.